# Truebella
Truebella és un gènere d'amfibis de la família dels bufònids.

## Taxonomia
- Truebella skoptes (Graybeal & Cannatella, 1995)
- Truebella tothastes (Graybeal & Cannatella, 1995)